# Naujamiestis (Panevėžys)
Naujamiestis är en ort i Panevėžys län i Litauen. Den ligger i den centrala delen av landet, 130 km nordväst om huvudstaden Vilnius. Naujamiestis ligger 45 meter över havet och antalet invånare är 770.
Terrängen runt Naujamiestis är mycket platt, och sluttar österut. Den högsta punkten i närheten är 63 meter över havet, 2,0 km söder om Naujamiestis. Runt Naujamiestis är det glesbefolkat, med 20 invånare per kvadratkilometer. Närmaste större samhälle är Panevėžys, 13,7 km öster om Naujamiestis. Trakten runt Naujamiestis består till största delen av jordbruksmark.

## Pašiliai visentavelsstation
Pašiliai visentavelsstation 55°39′58″N 24°10′00″Ö / 55.66611°N 24.16667°Ö inrättades 1969 som Litauens första avelsstation för visenter. Åren 1969-1972 flyttades två visenttjurar och åtta dit från Serpuchovs avelsstation i Moskva oblast i den ryska rådsrepubliken. Så gott som alla visenter idag i Litauen härstammar från dessa djur. Den första hjord som sattes ut i det fria i Litauen var 1971 i närheten av avelsstationen.

## Bildgalleri

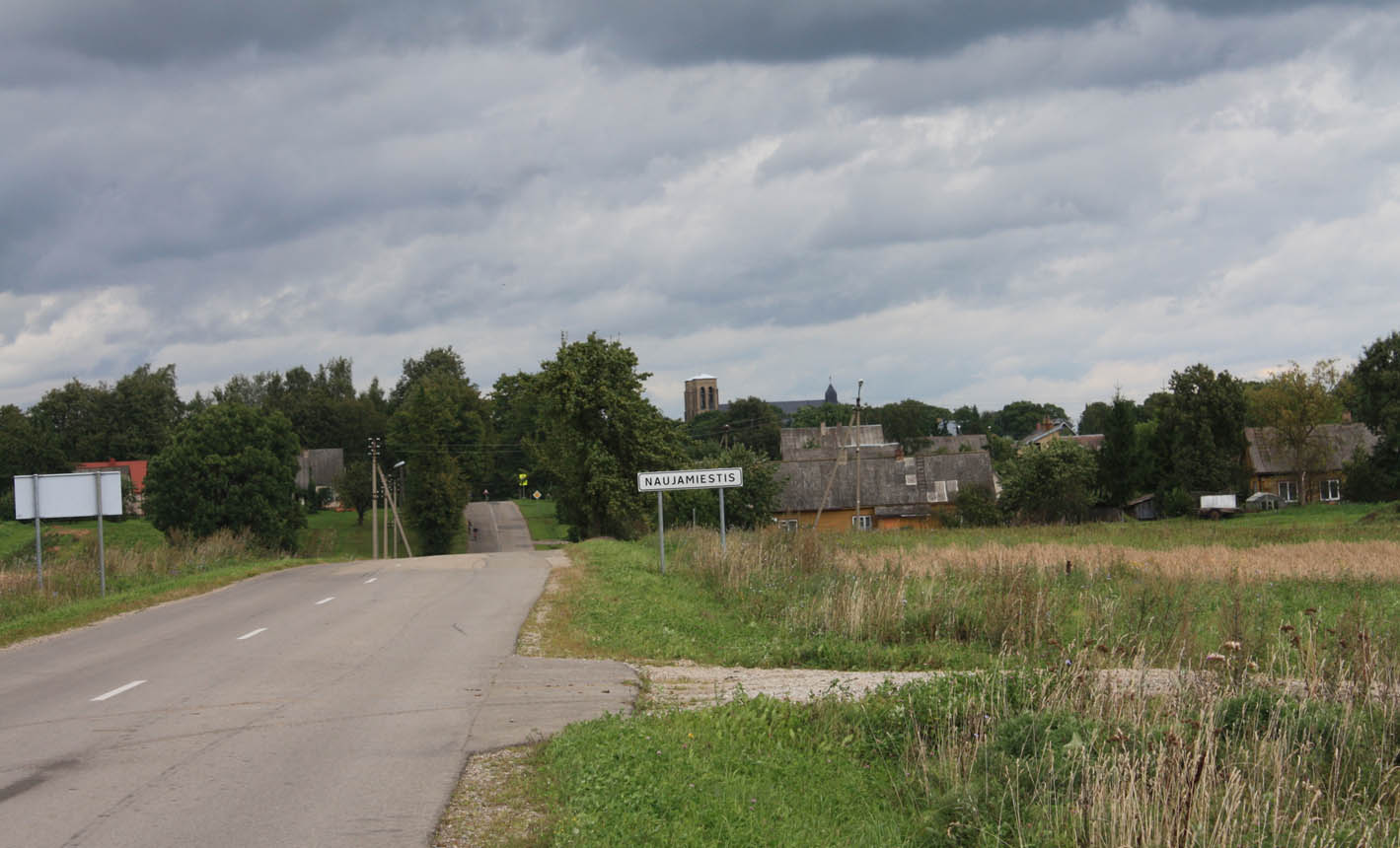
Infart till Naujamiestis
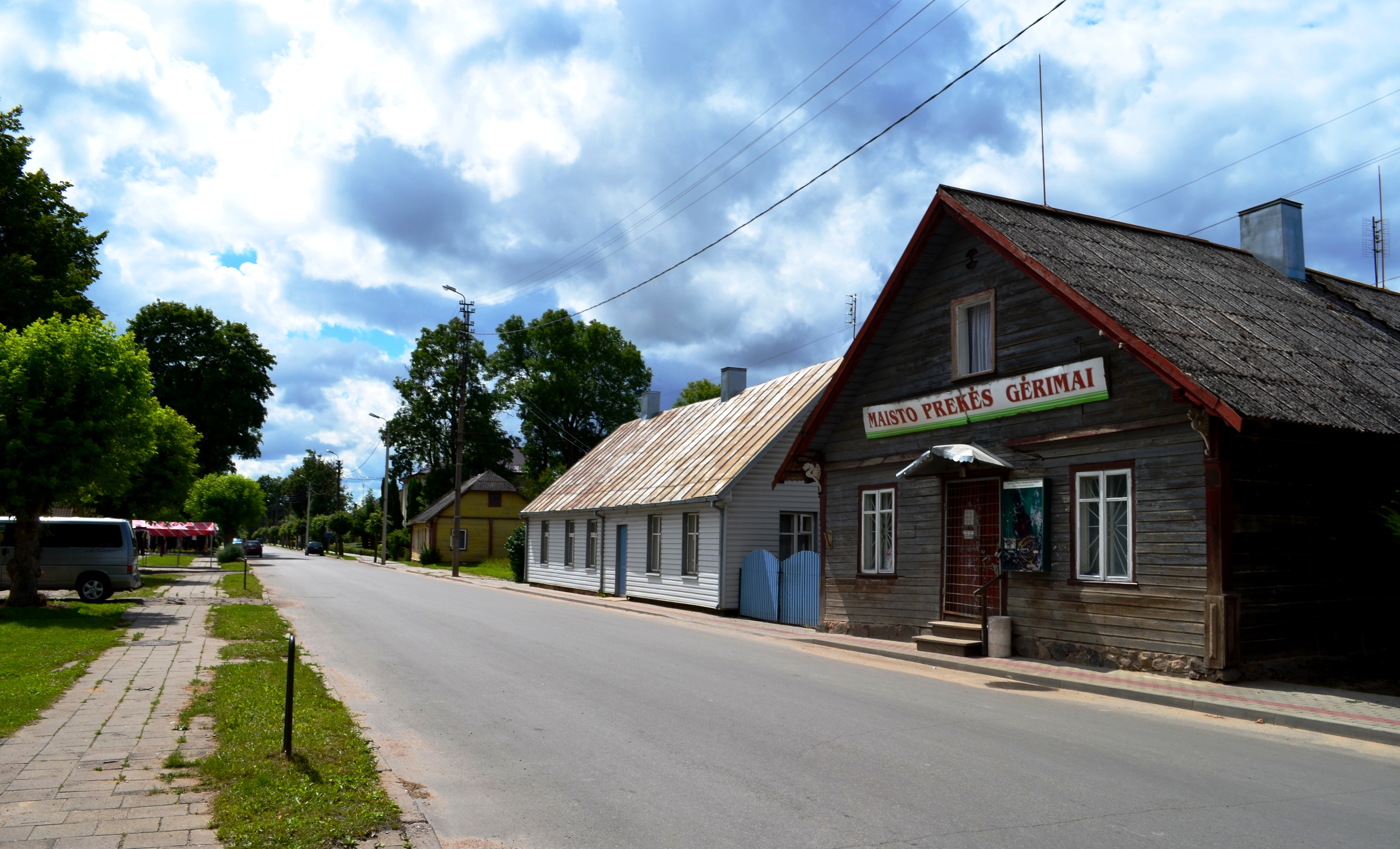
Bygatan i Naujamiestis